# Pierre-Paul Pâris
Pour les articles homonymes, voir Paris (homonymie).
Pierre-Paul Pâris, né le 19 janvier 1860 à Fayl-Billot et mort le 13 novembre 1943 à Pont-de-Beauvoisin, près de Moirans de retour d'un pèlerinage familial sur les terres dauphinoises des Frères Pâris.

## Biographie
Pierre-Paul Pâris (couramment appelé Paul Pâris) est l'un des deux enfants d'Alexandre Pâris (1827-1878), huissier puis banquier. Sa soeur, Marie Pâris, religieuse, professeur de philosophie aux cours Maintenon fut aussi secrétaire du philosophe Henri Bergson.

## Famille Pâris
Pierre-Paul Pâris est issu de l'ancienne famille franc-comtoise de Besançon qui remonte à Pierre (1er) Pâris (1379). On note notamment: Henri Pâris (1570) qui fut l'un des 23 notables de la Cité, Gaspard Pâris (1593), Notaire à Besançon, Jean Pâris (1600), Gouverneur de Besançon. Probablement du fait de la terrible Guerre de 10 Ans en Franche-Comté, une branche migra en Dauphiné avec Jonas Pâris (1620-1680), anobli en 1658 par Louis XIV, devenu marchand. Il donna naissance à la dynastie des frères Pâris, financiers et banquiers de Louis XIV, du Régent et de Louis XV. Vint ensuite Claude-Antoine Pâris (1690), conseiller au Parlement de Besançon. Marc-Antoine Pâris (1757-1804) (fils de Claude, lui même fils de Jean Pâris cité ci-dessus) devint marchand et munitionnaire à la suite des Frères Pâris (dont la descendance s'éteignit) en utilisant la même devise et enseigne familiale "A la Pomme d'or". Son fils, Jean-François Pâris (1787-1873), pris la relève jusqu'à Alexandre Pâris (1827-1878), lui aussi banquier. Ce dernier investit notamment aux côtés de Ferdinand de Lesseps dans la Compagnie de Suez (Canal de Suez).
Pierre-Paul Pâris resta très attaché à la Franche-Comté et séjourna régulièrement dans sa maison de Bussières-les-Belmont (ancienne maison de la famille du Père Lacordaire) jusqu'à la fin de ses jours.
Issu d'une branche latérale, Pierre-Adrien Pâris (1745-1819) Architecte du roi Louis XVI fit don de sa bibliothèque d'ouvrages précieux et de son importante collection de tableaux du XVIII ème au Musée des Beaux-Arts et d'Archéologie de Besançon.

## Carrière politique
Après une licence de droit obtenue à Paris en 1880, il entre dans l'administration coloniale. Affecté en Cochinchine, il fut adjoint en 1884 au représentant du Protectorat français au Cambodge. Administrateur en 1884, il exerça la fonction de Résident Général par intérim jusqu'en 1887, date à laquelle il démissionne pour se consacrer à ses affaires patrimoniales.
En tant qu'avocat, il s'inscrit au barreau de Saïgon en 1887.
Entré au conseil colonial en 1888, il est un notable local, occupant de nombreuses fonctions: Président de la Société des Etudes Indochinoises (1893), Président des Métis (1898) fondée pour la protection et l'éducation des enfants abandonnés, Président du Syndicat des Planteurs Européens de Cochinchine (1896) et Vice-Président du Conseil colonial (1898). En 1896, il publie un rapport sur les relations entre colons et administration.
En 1910, il est élu député de Cochinchine, battant le sortant François Deloncle. Inscrit au groupe radical-socialiste, il est actif sur toutes les questions qui concernent son territoire d'élection. Lors des élections législatives suivantes, cependant, il doit faire face à un candidat soutenu par l'administration coloniale, et se retrouve marginalisé dès le premier tour. Il se désiste alors, laissant la victoire à Ernest Outrey.
Pierre-Paul Pâris était proche de nombreux hommes politiques de son époque dont ses amis Edouard Herriot (académicien, sénateur et maire de Lyon) et Paul Doumer (président de la République), tous deux membres comme lui du Parti radical. Paul Doumer parlera à plusieurs reprises de son "ami" Pierre-Paul Pâris et notamment dans son livre Indochine française, souvenirs. "Monsieur Pâris, avocat-planteur, consacrait une bonne partie de sa fortune et des profits qu'il tirait de sa profession d'avocat à mettre des terres en culture. Il avait fondé une association de planteurs et en était le président. C'était un homme au jugement droit, à l'esprit indépendant, qui ne croyait pas que l'exploitation de la colonie au profit exclusif d'un syndicat de petits intérêts fût le dernier mot de l'oeuvre de colonisation et de civilisation entreprise par la France."

## Carrière industrielle et financière
Pierre-Paul Pâris avait très tôt décidé d'investir une partie du patrimoine familial dans des activités industrielles et commerciales en Cochinchine. Il dirigea ainsi plusieurs entreprises de plantations d'hévéas et de transformation de caoutchouc, de culture de riz, etc. Il participa à la création de la Banque Pâris Frezoul.
Il investit aussi dans des entreprises telles que Les Plantations des Terres-rouges de la Banque Rivaud / Ribes / Jean de Beaumont. Ces différents investissements (industriels et participations financières) furent à son décès placés sous la direction de son fils Jean Pâris (1926-1982). Ce dernier fut le dernier représentant de la famille Pâris en Indochine qu'il quitta en 1955, pour s'établir comme résident privilégié à Monaco où il décéda en 1982.

## Décorations et distinctions
- Chevalier de la Légion d'honneur (1888)
- Commandeur de l'ordre royal du Cambodge (1889)
- Officier de l'ordre impérial du Dragon d'Aman (1889)
- Académie des Beaux-Arts (1891)

## Descendance
- Jean Pâris (1899-1982), ingénieur et dirigeant des sociétés familiales en IndoChine
- Claude Pâris (1926-2021)
- Pierre-Jean Pâris (1957), banquier et Président de la Banque Pâris Bertrand entre 2009 et 2021 année de la fusion avec la Banque Rothschild & Co.